# Cabalodontia queletii
Cabalodontia queletii är en svampart som först beskrevs av Bourdot & Galzin, och fick sitt nu gällande namn av Piatek 2004. Cabalodontia queletii ingår i släktet Cabalodontia och familjen Meruliaceae.   Inga underarter finns listade i Catalogue of Life.
I den svenska databasen Dyntaxa används istället namnet Steccherinum queletii för samma taxon.  Arten är reproducerande i Sverige.
Arten är uppkallad efter den franske mykologen Lucien Quélet.